# Флаг Боснии и Герцеговины
Флаг Бо́снии и Герцегови́ны (босн. и хорв. zastava Bosne i Hercegovine, серб. застава Босне и Херцеговине) утверждён 4 февраля 1998 года.
Этот флаг Боснии и Герцеговины был одним из трёх, представленных парламенту, назначенному Верховным представителем ООН. Во всех флагах использовались одни и те же цвета: голубой — цвет Организации Объединённых Наций, но он был заменён на более тёмный. Белые звёзды символизируют Европу. Жёлтый равнобедренный треугольник символизирует три основные группы населения страны (босняков, хорватов и сербов) и очертания страны на карте.

## История
Средневековый флаг Боснии состоял из двух вертикальных полос: красной и жёлтой. В центре красной полосы было изображение белой восьмиконечной звезды, в центре правой изображение красного креста в белом круге. Также в качестве флага использовалось знамя, выполненное в виде герба Котроманичей — правящей династии. После смерти Твртко Котороманича, правление которого считается золотым веком Боснии, в стране началась феодальная раздробленность, в результате которой возникло несколько независимых государств. Одним из них было т. н. «Герцогство Святого Саввы», располагавшееся на юго-востоке современной Боснии и Герцеговины, позднее получившей название «Герцеговина». Флаг герцогства представлял красное полотнище с двумя белыми крестами у крыжа, к которому крепились куски тканей в форме квадрата или прямоугольника.

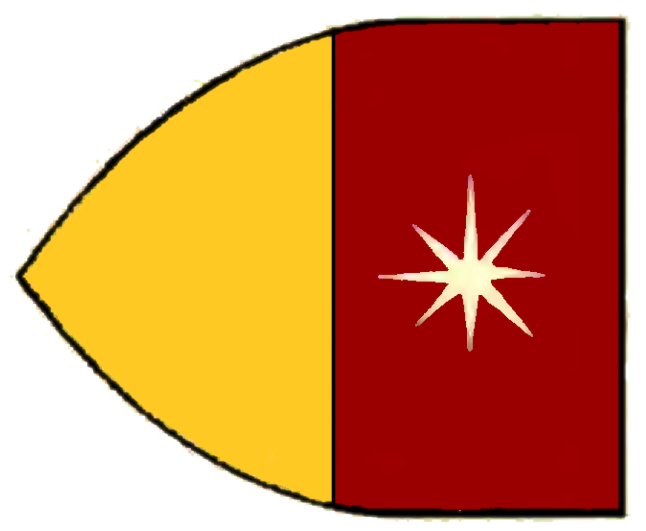
Красно-жёлтый флаг со звездой, крест на жёлтой отсутствует, до 1350 г.
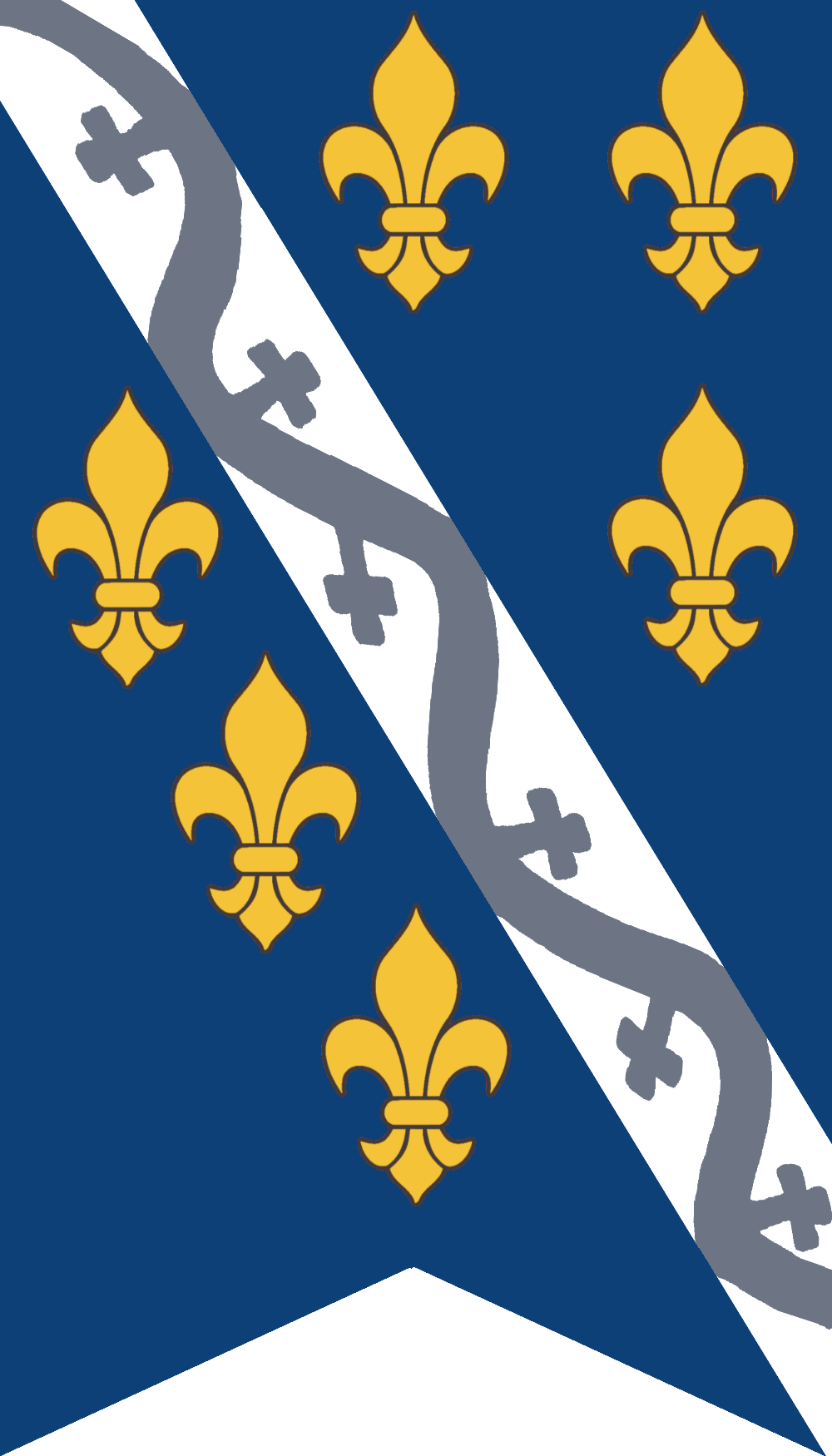
Флаг Котроманичей
Флаг Герцогства Святого Саввы

Войдя в состав Османской империи, Босния лишилась своего флага на чуть менее чем триста лет. Первое упоминание флага Боснии за этот период встречается в 1760 году, когда использовался пашами из западной и южной Герцеговины во время сражений, в частности, похожий флаг использовался в Хотинской битве 1673 года. В отличие от османского флага, фон был зелёным, а не красным, а полумесяц со звездой были повёрнуты не вправо, а влево. В 1833 году, после создания эялета Герцеговины, он стал её официальным флагом. В 1831 году капитан (градоначальник) города Градачац Хусейн Градашчевич поднял восстание против османского ига. Флаг повстанцев напоминал предыдущий, но полумесяц со звездой были жёлтыми и были обращены вправо, как на флаге Османской империи. Вновь в Боснии и Герцеговине восстание вспыхнуло в 1875 году, и тогда повстанцы использовали бело-красный биколор (белая полоса сверху, красная снизу), на верхней полосе присутствовали красные полумесяц и звезда. Флаг Боснийского вилайета, на территории которого велось восстание, был очень похож на флаг повстанцев Градашчевича. После временного успеха повстанцев и провозглашения независимого государства, использовался флаг Боснийского вилайета. Тем не менее, во время коронации императора Священной Римской империи Фердинанда II королём Венгрии в 1618 году использовался апокрифичный флаг Боснии, представлявший герб боснийского феодала Стефана Вукшича-Косачи (рука, одетая в серебряные латы, держит такую же саблю с золотой рукоятью на червлёном фоне) на синем полотнище.

Флаг Боснии на коронации Фердинанда II (1618 г.)
Флаг Герцеговины (1760 г., 1833-1851 годы)
Флаг Боснийского восстания в 1831-1832 годах
Флаг Боснийско-герцеговинского восстания 1875-1877 годов
Флаг Боснийского вилайета 1867-1877 годов и независимой Боснии, 1878 г.

Однако уже спустя несколько месяцев после провозглашения независимой Боснии, её территория была завоёвана Австро-Венгрией. Вместо Боснийского вилайета был образован Кондоминиум Босния и Герцеговина, хотя де-юре Босния всё ещё считалась частью Османской империи, окончательно Босния была аннексирована в 1908 году. В это время земельный флаг Боснии был основан на средневековом, но был поделён не по вертикали, а по горизонтали. Иногда по центру размещался земельный герб.

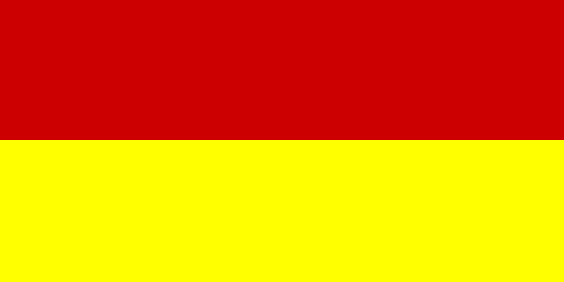
Флаг Кондоминиума Боснии и Герцеговины (1878-1908 годы)
Второй вариант
Флаг Боснии после окончательного присоединения к Австро-Венгрии
Второй вариант
Флаг Герцеговины. В отличие от флага Боснии после аннексии он не изменялся

Флаг боснийских партизан

После присоединения к Югославии флаг Боснии также перестал существовать. Во время Второй Мировой войны Босния стала частью территории созданного усташами при поддержке нацистов Независимого хорватского государства, так как усташи считали боснийцев частью хорватского народа. В этом случае у Боснии также не было своего флага. Боснийские партизаны-коммунисты использовали в качестве флага красное знамя с жёлтым контуром пятиконечной звезды.

Флаг Народной Республики Боснии и Герцеговины (1946 г.)

 После их победы и создания Демократической Федеративной Югославии, позднее ставшей СФРЮ, Босния была признана автономной частью федеративного югославского государства, и соответственно, получила право иметь флаг. Первый флаг был принят 15 ноября 1946 и был очень похож на флаг самой Югославии: главным отличием было то, что красная пятиконечная звезда с жёлтым окаймлением располагалась поверх ещё одной звезды, на этот раз жёлтой и перевёрнутой сверху вниз. Однако такой флаг долго не продержался, и 31 декабря был принят новый. На этот раз он представлял собой красное полотнище с флагом СФРЮ на верхнем крыже. Этот флаг продержался до самого распада Югославии.
После провозглашения независимости в 1992 году, флаг, утверждённый 7 марта того же года Республики Босния и Герцеговина представлял собой белое полотнище с синими полосами по бокам и с помещённым в центр гербом Республики Босния и Герцеговина — синим щитом с шестью золотыми лилиями и диагональной белой полосой. Однако уже 4 мая того же года полосы были убраны. Во время Боснийской войны этот флаг использовался боснийскими мусульманами и правительством РБиГ на контролируемых территориях. Какое-то время использовался зелёно-красно-синий триколор, символизировавший соответственно боснийцев, сербов и хорватов.
В 1993 году в городе Велика-Кладуша известным в Боснии бизнесменом Фикретом Абдичем была провозглашена Автономная область Западная Босния, в 1995 году сменившая статус на республику. Республика была оппозиционной по отношению к собственно Республике Боснии и Герцеговине, например, была союзницей Республикой Сербской. Флаг был очень похож на флаг РБиГ, однако герб республики, расположенный на полотнище, несколько отличался от герба РБиГ.

Флаг муниципалитета Ансуйя (департамент Нариньо, Колумбия), идентичный одному из первых флагов независимой Боснии

В настоящее время флаг РБиГ (в народе — «флаг с лилиями») используется мусульманскими национальными организациями, футбольными болельщиками боснийской национальности, в среде боснийских националистов, в поселениях и городских районах с боснийским большинством, его не редко вывешивают перед мечетями которые посещают боснийцы и на боснийских свадьбах.

## Современный флаг и его проекты
После Дейтонских соглашений стал вопрос выбора нового флага страны. Это было вызвано недовольством использованием символики Республики Босния и Герцеговина со стороны сербов и хорватов, которую они считали представляющей только мусульман. Вокруг вариантов флага было много споров и дебатов, рассматривалось много вариантов, но в конечном итоге всё же был выбран один (см. ниже).
Современный флаг имеет тёмно-синий цвет, что символизируют флаги ООН и Евросоюза, которые принимали активное участие в миротворческой миссии на территории страны.
Сами звёзды означают Евросоюз и желание быть его частью. Верхняя и нижняя звезда на флаге видны только наполовину, это делает их бесконечными, что должно означать вечное стремление вперед. Количество кантонов (регионов) в государстве не соответствует количеству звёзд на флаге, так как звёзд девять, а кантонов десять, что тоже подчёркивает бесконечное движение к новым свершениям.

Проект 1«Чешский образец» — флаг наподобие флага Чехии, цвета которого отображают три основные нации Боснии и Герцеговины.
Проект 2Ветвь лавра на светло-голубом фоне. Ветвь лавра и цвет флага символизируют Организацию Объединённых Наций.
Проект 3Контуры страны на светло-голубом фоне.
Проект 4Красно-бело-синий флаг с наклонными полосами, с картой страны в окружении звёзд на белой полосе.
Проект 5Проект, впоследствии ставший официальным флагом Боснии и Герцеговины.: Во время выбора парламентом флага альтернативу ему составляли проекты 6 и 7.

Проект 1
Проект 2
Проект 3
Проект 4
Проект 5
Проект 6
Проект 7

## Конструкция современного флага
|  |